# The Devil in I
"The Devil in I" é uma canção da banda de heavy metal estadunidense Slipknot, para seu quinto álbum de estúdio .5: The Gray Chapter. Lançada como segundo single do álbum, e o primeiro a ser liberado para os canais de rádio e música, tendo o single anterior sido disponibilizado apenas para descarga digital.
Em entrevista o vocalista Corey Taylor revelou que os novos baixista e baterista já estaram presentes no palco nas apresentações da turnê de divulgação do álbum.

## Antecedentes
Logo após a revelação de The Negative One, outra contagem regressiva foi colocada no site oficial do Slipknot dizendo aos fãs para voltarem no dia 11 de agosto de 2014 às 10 horas para assistirem a "um anúncio especial". O anúncio foi adiado, porém, eventualmente foi revelada a arte da capa para o novo single intitulado "The Devil In I", porém Corey Taylor já havia revelado o título do single em uma entrevista para a BBC Radio 1 em 4 de agosto.

## Lista de faixas
A letra e o arranjo foram compostas pelo Slipknot.[carece de fontes?]
1. "The Devil in I" (Edição das rádios) – 4:12
2. "The Devil in I" (Versão do álbum) – 5:42

## Desempenho nas paradas
| Paradas (2014)                        | Melhor posição |
| ------------------------------------- | -------------- |
| Estados Unidos (Billboard Rock Songs) | 12             |